# Santa Catarina, Guanajuato
Santa Catarina là một đô thị thuộc bang Guanajuato, México. Năm 2005, dân số của đô thị này là 4544 người.